# May Clark
May Clark (Kent, 1 de junho de 1885 - Londres, 17 de março de 1971) foi uma atriz de cinema mudo. Clark ficou conhecida por seu papel como Alice, em Alice in Wonderland, na primeira adaptação para o cinema do livro de Lewis Carroll.

## Carreira
Clark morreu em 1 de junho de 1971 em sua casa em Goldhawk Road, Londres. Ela era a esposa de Norman Whitten e mãe de Vernon Whitten e Whitten Kenneth. Ela trabalhou na Hepworth Film Studios

## Filmografia
- A Seaside Girl (1907)
- The Artful Lovers (1907)
- Rescued by Rover (1905)
- The Joke That Failed (1903) .
- Alice in Wonderland (1903)
- Knocker and the Naughty Boys (1903)
- Only a Face at the Window (1903)
- Peace with Honour (1902)
- That Eternal Ping-Pong (1902)
- The Call to Arms (1902)
- The Frustrated Elopement (1902)
- Interior of a Railway Carriage (1901)
- How It Feels to Be Run Over (1900)